# Вогонь і лід (вірш)

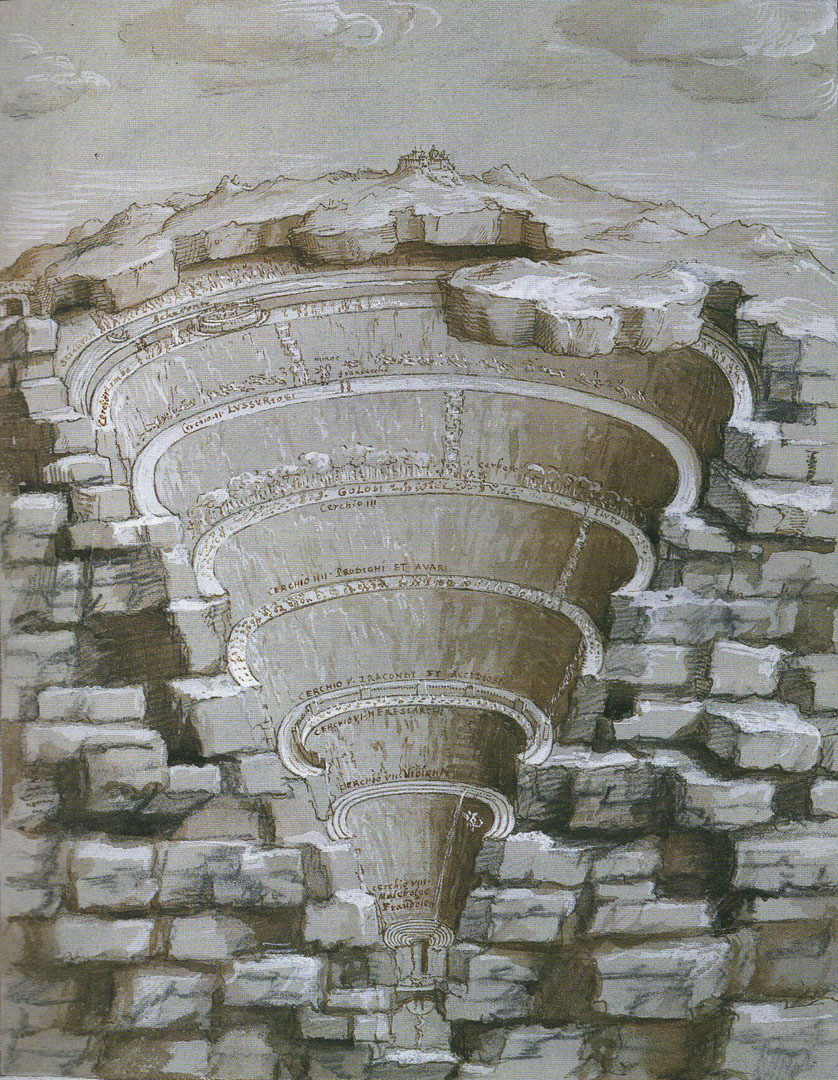
Дев'ять кіл Пекла

Some say the world will end in fire,

Some say in ice.

From what I’ve tasted of desire

I hold with those who favor fire.

But if it had to perish twice,

I think I know enough of hate

To say that for destruction ice

Is also great

And would suffice.
Хтось каже — світ загубить жар,

Хтось каже — лід.

Жаги пізнавши жадний жарт,

Я знаю — все пожре пожар.

(…)
Уривок із перекладу Наталії Дьомової
Твердять, загине світ в огні

Або в льоду.

Чомусь ввижається мені,

Що світ загине у вогні.

(…)
Уривок із перекладу Яра Славутича
Хто каже, згубить нас вогонь,

Хто каже — лід.

Я знав жар пристрасних долонь,

Тому я з тим, хто за вогонь; 

(…)
Уривок із перекладу Валерія Кикотя
Хтось вірить, світ зжере вогонь,

Хтось вірить — лід.

Жага й моїх торкалась скронь,

Тож я обстоюю вогонь.

(…)
Уривок із перекладу Наталі Тисовської
Хтось каже: знищить нас вогонь,

А ще хтось — лід.

Будь так — хоч, боже, нас боронь! —

Я з тими, хто б обрав вогонь.

(…)
Уривок із перекладу Віктора Марача
Хтось каже — згине світ в огні,

Хто — у льодах.

А вибирати дай мені —

Стояв би я за смерть в огні.

(…)
Уривок із перекладу Валерія Бойченка
«Вогонь і лід» (англ. Fire and Ice) — вірш Роберта Фроста, опублікований у грудні 1920 року у «Харперз Мегезін» та в 1923 році у його книзі «Нью-Гемпшир», яка отримала Пулітцерівську премію. У вірші обговорюється кінець світу, протиставляючи вогонь (емоція бажання) із льодом (емоція ненависть). Це один із найбільш відомих віршів Фроста.

## Історія написання
Відповідно до Джеффрі Майєра, одного із біографів Фроста, вірш було написано під враженням від пісні 32 із «Пекла» Данте, у якій найбільші грішники є закуті у лід, перебуваючи у вогняному пеклі: «Оглянувшись, побачив я тоді,/ Що під ногами озеро, дзеркалам / Подібне, але зовсім не воді. (…) Так мертві тіні в лід, немов у глек, / До ліній стиду на лиці ховались, / Зубами повторявши стук лелек».
1960 року під час презентації «Наука та мистецтва» (англ. Science and the Arts) астроном Гарлоу Шеплі розповів, що саме він надихнув Фроста на цей вірш. Шеплі описав свою зустріч із Робертом Фростом за рік до публікації твору, у якій Фрост запитав Шеплі, знаючи, що останній є астрономом, яким чином загине світ. Шеплі відповів, що або сонце вибухне і спалить Землю, або Земля якось уникне цього й повільно замерзне. Шеплі вважав, що це приклад впливу науки на мистецтво.

## Стиль та структура
Вірш написано єдиною дев'ятирядковою стансою, яка дуже звужується в останніх двох рядках. Розмір — нерегулярна суміш ямбічного тетраметру та диметру, а схема римування (A-B-A, A-B-C, B-C-B) наслідує терцину.

## Критика
«Вогонь і лід» є компактним твором, передвісник «нового стилю, тону, манери [та] форми» для Фроста. Недбалий тон маскує серйозність питань до читача.

### Компресія Дантового Пекла
Джон Н. Серіо (англ. John N. Serio), у своїй статті 1999 року, стверджує, що вірш є компресією Дантового Пекла. Він вбачає паралель між дев'ятьма рядками твору та дев'ятьма колами Пекла, а також те, що вірш також відчутно вужчий в останніх двох рядках. Додатково він зазначає, що схема римування та сама, що вигадав Данте для Пекла.
Він також зауважує паралелі між роздумами Фроста про бажання та ненависть із поглядами Данте на гріхи пристрасті, аргументуючи дієсловами чуття та дії, які описують бажання і дещо нагадують персонажів, яких Данте зустрів на верхніх колах Пекла: «смак» (англ. taste) (Чвакало), «дотик» (англ. hold) (згадуючи зрадливих коханців) та «сприяння» (англ. favor) (скупці). Натомість ненависть описується дієсловами мети та думок: «Я думаю, що я знаю…/Сказати…»[а] (англ. I think I know.../To say...).

## Переклад українською
Існує декілька варіантів перекладу «Вогонь і лід» українською. Наталія Дьомова проаналізувала переклади Валерія Бойченка (1974), Валерія Кикотя (1994), Віктора Марача (2007), Наталі Тисовської (2009). На її думку, «(…) частину особливостей поетичного шедевра (…) неможливо передати у перекладі українською, оскільки вони, по суті, не є характерними для цільової поетичної традиції чи навіть взагалі у ній відсутні». Серед таких особливостей вона називає: використання дифтонгів, спондей, евфонія тощо, і зазначає, що перекладачам доведеться «жертвувати» чимось, але найчастіше вони вирішують пожертвувати саме просодією.

## Використання в інших творах
Письменник Джордж Мартін сказав, що вірш частково надихнув його назвати свою серію епічних фентезі-романів «Пісня льоду й полум'я».

## Виноски
1. ↑  Fire and Ice by Robert Frost. poetryfoundation. Архів оригіналу за 8 червня 2016. Процитовано 11 червня 2016.
2. 1 2  Diomova, 2013, с. 270.
3. ↑  Яр Славутич. Вогонь і лід. forum.slovnyk.ua. Архів оригіналу за 11 травня 2015. Процитовано 11 червня 2016.
4. 1 2  Diomova, 2013, с. 265.
5. 1 2  Diomova, 2013, с. 267.
6. 1 2  Diomova, 2013, с. 269.
7. 1 2  Diomova, 2013, с. 268.
8. ↑  Robert Frost, «Fire and Ice» [Архівовано 5 січня 2014 у Wayback Machine.], in the selection «A Group of Poems» by Robert Frost, Harper's Magazine , December 1920, p. 67.
9. 1 2  Fagan, Deirdre J. (2007). Critical companion to Robert Frost: a literary reference to his life and work. Infobase. с. 115—16. ISBN 978-0-8160-6182-2. Архів оригіналу за 4 серпня 2018. Процитовано 11 червня 2016.
10. ↑  Данте Аліг'єрі. «Божественна комедія». Переклад Євгена Дроб'язка. www.ae-lib.org.ua. Архів оригіналу за 18 липня 2020. Процитовано 11 червня 2016.
11. ↑  Myers, Jeffrey (2001). Robert Frost: A Biography. Replica Books. ISBN 978-0-7351-0140-1. Процитовано «On 'Fire and Ice'» [Архівовано 18 травня 2018 у Wayback Machine.]
12. ↑  Hansen, Tom (2000). Frost's 'Fire and Ice'. The Explicator. 59 (1): 27—30. Частково процитовано «On 'Fire and Ice'» [Архівовано 18 травня 2018 у Wayback Machine.]
13. 1 2 3  Serio, John N. (1999). Frost's 'Fire and Ice' and Dante's 'Inferno'. The Explicator. 57 (4): 27—30. Частково процитовано «On 'Fire and Ice'» [Архівовано 18 травня 2018 у Wayback Machine.]
14. ↑  В. Кикоть. Robert Lee Frost (1874–1963) в перекладі В.Кикотя. poetry.uazone.net. Архів оригіналу за 16 січня 2017. Процитовано 11 червня 2016.
15. ↑  Віктор Марач. Із Роберта Фроста. maysterni.com. Архів оригіналу за 7 березня 2016. Процитовано 11 червня 2016.
16. 1 2  Diomova, 2013, с. 271.
17. ↑  ‘Game of Thrones’ Author George R.R. Martin Reveals ‘Winds of Winter’ Details and More. Young Adult Book Reviewer. Архів оригіналу за 18 грудня 2013. Процитовано 24 грудня 2013.